# سراج‌الدین کازرونی
سراج الدین کازرونی (۱۳۲۵ اصفهان - ۲۰ دی ۱۳۸۴)، وزیر مسکن و شهرسازی ایران در فاصله سال‌های ۱۳۶۳ تا ۱۳۷۲ بوده‌است.

## تحصیلات
فوق لیسانس معماری از دانشگاه تهران ،۱۳۵۵

## مسوولیت‌ها
- مشاور فنی و معاون شهرداری اصفهان
- معاونت عمرانی استانداری چهارمحال و بختیاری
- مسئول ستاد پشتیبانی جنگ در جهادسازندگی اصفهان
- معاون امور محلی و عمران شهری وزارت کشور
- وزیر مسکن و شهرسازی در دولت دوم میرحسین موسوی
- وزیر مسکن و شهرسازی در دولت اولاکبر هاشمی رفسنجانی
- رئیس سازمان میراث فرهنگی
- قائم مقام پژوهشی وزارت مسکن و شهرسازی ایران
- بنیانگذار پژوهشکده توسعه کالبدنی

## فعایت‌ها در دوران وزرات
- تهیه اولین طرح کالبدی ملی
- فعال‌سازی قانون زمین شهری و تملک حدود ۴۵۰ هزار هکتار زمین شهری، عمدتاً از زمین‌های ملی و دولتی و موات
- تهیه و اجرای طرح‌های هادی روستایی از طریق بنیاد مسکن انقلاب اسلامی
- تأسیس مرکز مطالعات و تحقیقات شهرسازی و معماری ایران
- پایه‌گذاری پارک فناوری پردیس و هدایت و راهبری آن